# Culto grego ao herói

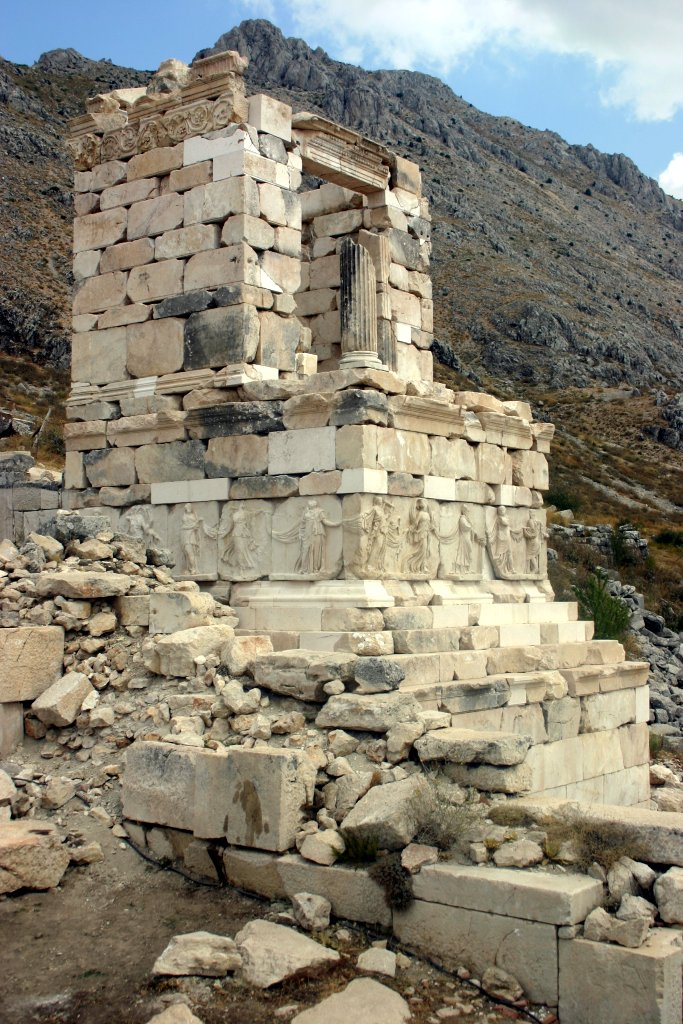
Ruínas de um santuário dedicado a um herói ou heroon em Sagalassos, Turquia

O culto ao herói foi uma das características mais distintivas da antiga religião grega. A palavra herói significava especificamente um homem, que passou a ser venerado depois de sua morte e por causa de sua fama durante a vida ou a maneira incomum de sua morte ele possuía o poder de apoiar e proteger a vida. Um herói era mais do que humano, porem menos do que um deus, e vários tipos de figuras sobrenaturais vieram a ser equiparado a uma classe de heróis; a distinção entre um herói e um deus era muito incerta, especialmente no caso de Hércules, o mais proeminente e mas atípico herói.
As grandes ruínas e túmulos restantes da Idade do Bronze deram aos pré-literatos gregos dos séculos X e IX a.C., um sentimento, de uma grande que desapareceu com o tempo e foi refletida tradição oral épica, e que seria cristalizada na Ilíada.

## A natureza do culto ao herói
Os cultos ao herói eram distintos do culto aos antepassados dos quais eles se desenvolveram . Considerando que o ancestral era puramente local, Lewis Farnell observa, que o herói pode ser cultuado em mais de uma localidade

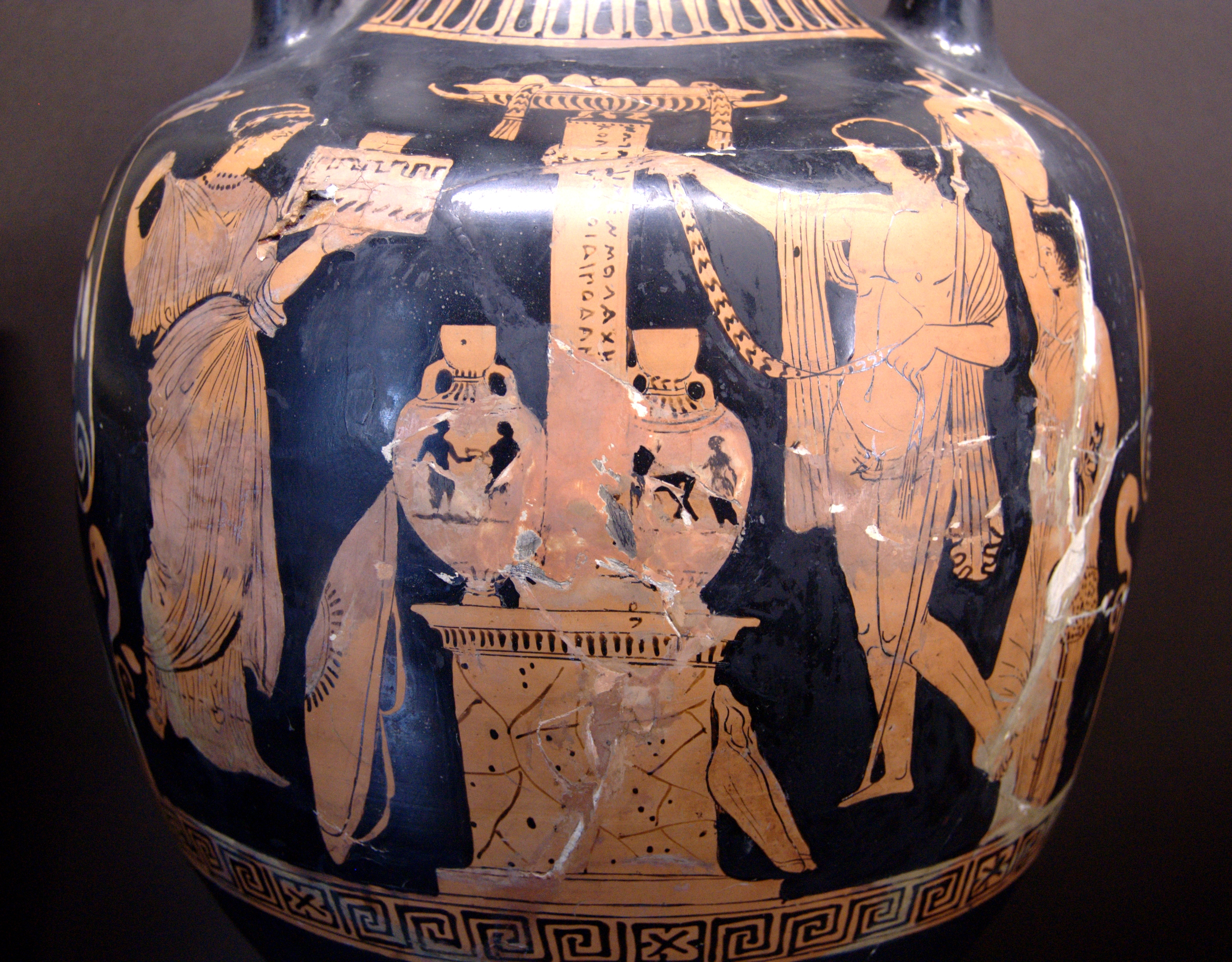
Culto a Édipo em uma ânfora, ca. 380- (museu do Louvre, CA 308)

Além da tradição épica, que contava com os heróis vivos e em ação, ao invés de incluir como objetos de culto, a mais antiga referência escrita para culto ao herói é atribuída a Drácon, o legislador Ateniense do final do século VII a.C., que recomendou que os deuses e heróis locais deviam ser homenageados de acordo com os costume ancestrais. O costume, então, já estava estabelecido, e havia vários heróis locais. As fontes escritas salientam a importância dos túmulos dos heróis e ou santuários, onde ritos ctônico eram feitos para apaziguar os espíritos e fazer com que eles continuassem a privilegiar as pessoas que olhavam para eles como fundadores. Ele iria ajudar aqueles que viviam nas imediações de seu túmulo, ou que pertencia a tribo da qual ele foi o fundador", observa Robert Parker, com a exceção de Hércules, com seu escopo pan-Helenico.
Whitley interpretou a fase final, em que o culto foi co-optado pela cidade-estado como um gesto político, nos tumulus  aristocráticos rodeados por estelas, erguidos por Atenas para cremar os cidadão-heróis de Maratona (490 a.C.), para os quais o ctônico culto foi dedicado.
Por outro lado, heróis gregos eram distintos do culto aos imperadores mortos da antiga Roma, porque o herói não se acreditava na Grécia antiga que o herói tinha ascendido ao Olimpo ou tornado-se um deus;o seu poder era puramente local. Por esta razão os cultos ao herói eram ctônico por natureza, e seus rituais mais de perto assemelhavam-se aos de Hecate e Perséfone do que aos de Zeus e Apolo.
As duas exceções acima foram Hércules e Asclépios, que podiam ser honrados como heróis ou deuses, com libação ou com o sacrifícios. 
Uma frase atribuída a Pitágoras aconselha a não comer alimentos que tenham caído no chão, porque "pertencem aos heróis". Heróis se ignorados ou deixados de lado poderiam se transformar em maliciosos: em um fragmentário escrito por Aristófanes, um coro de heróis anônimos descrevem-se como remetentes de piolhos, febre e furúnculos.
Alguns dos primeiros cultos a heróis a heroína bem comprovados pela evidência arqueológica na Grécia continental incluem o Meneleu dedicado para Menelau e Helena em Terapne perto de Esparta, um santuário em Micenas dedicado a Agamemnon e Cassandra, outro na Amiclas dedicado a Alexandra, e outro em Ithaca dedicado para Ulisses. Todos estes parecem datados do século 8 a.C. O culto de Pélope , em Olímpia, remonta ao período Arcaico.

## Heróis e heroínas
Os cultos ao herói eram oferecidos de forma mais evidente para os homens, embora, na prática, a geralmente propiciavam a um conjunto de figuras da família, que incluíam mulheres que são esposas de um herói-marido, as mães de um herói-filho (Alcmena e Sêmele), e as filhas de um herói, pai. Como Finley observa do mundo de Ulisses, que ele lê como uma nostalgia do século VIII  de tradições da cultura da Idade das Trevas da Grécia,
Penélope tornou-se uma heroína moral  para as gerações posteriores, a personificação de sua bondade e a castidade.

## Tipos de culto ao herói

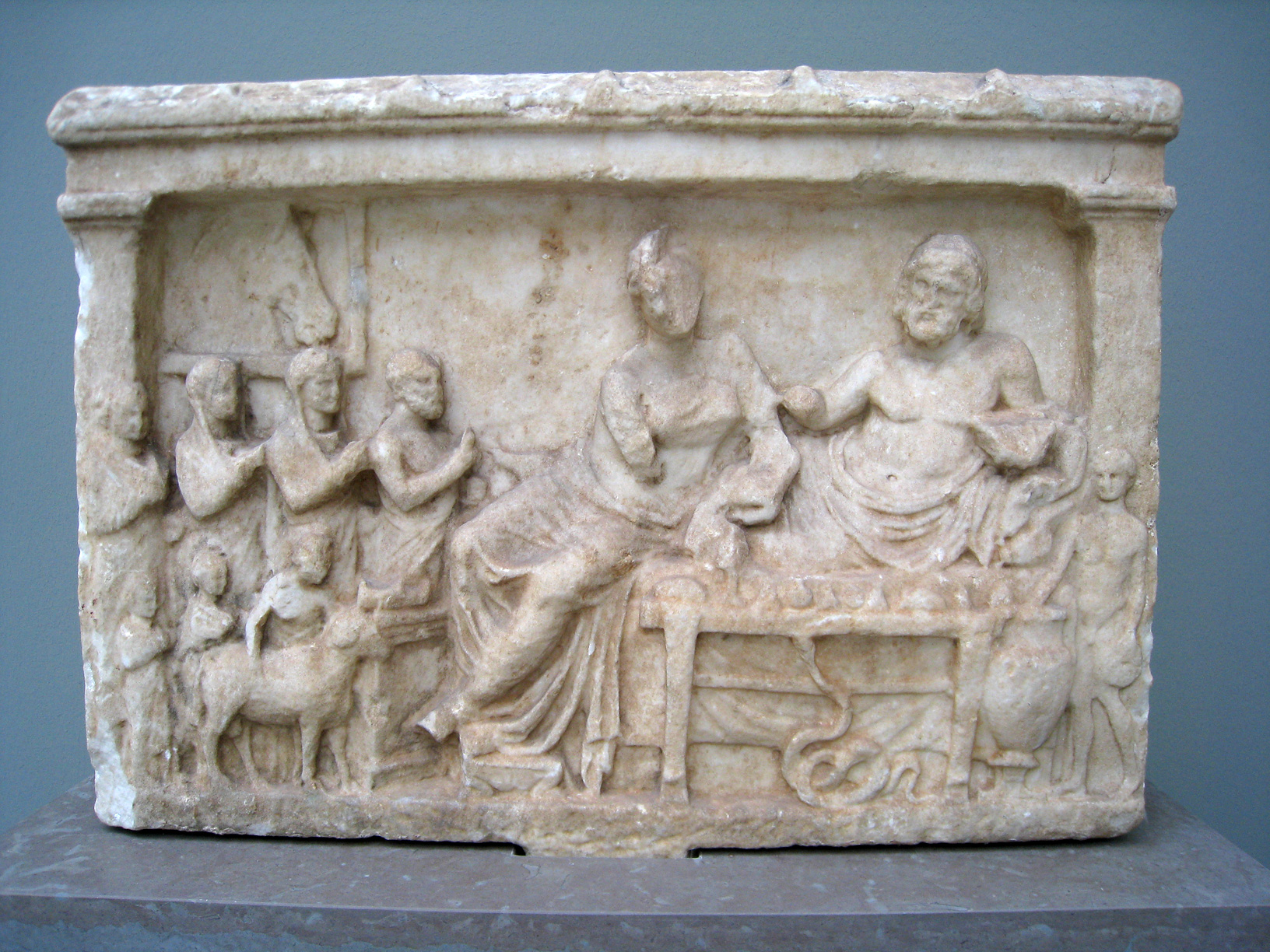
Ofertas para um herói e outra divindade, representada em um mármore grego.

Whitley distingue quatro ou cinco essenciais tipos de culto ao herói:
- cultos oikistas (aos fundadores).[12]
- Cultos ao herói nomeado
- Cultos aos heróis locais
- Cultos em túmulos da Idade do Bronze. [13]
- Cultos ao oraculo de heróis

## Lista de heróis
- Aclas - deus rio grego, Aquelo
- Aquiles - Lendário herói da Guerra de Troia
- Aquiles em Leuce
- Acteon aluno do centauro Quironte
- Eneias
- Eunosto
- Ájax
- Academo
- Alexandre, o Grande, em Alexandria
- Anfiarau
- Atalanta
- Asclépio
- Bato em Cirene
- Belerofonte
- Bouziges
- Cadmo - Fenícia fundador de Tebas
- Ciamites - que presidiu o cultivo de favas.
- Dioniso
- Erecteu em Atenas
- Heitor
- Hércules
- Homero, venerado em Alexandria por Ptolemeu IV Filópator
- Jasão
- Leónidas I
- Licurgo
- Meleagro
- Ulisses
- Édipo em Atenas
- Órion em Beócia
- Orfeu
- Pandora, a primeira mulher, cuja curiosidade trouxe o mal para a humanidade
- Pentesileia
- Peleu - ele teve o famoso herói Aquiles.
- Pélope em Olímpia
- Perseu
- Filipe de Crotona
- Teseu
- Tântalo
- Páris